# Delphacodes anthracina
Delphacodes anthracina är en insektsart som först beskrevs av Géza Horváth 1909.  Delphacodes anthracina ingår i släktet Delphacodes och familjen sporrstritar. Inga underarter finns listade i Catalogue of Life.